# Верхний провиантский склад
Музей природы и охраны окружающей среды (Верхний провиантский склад) расположен в городе Нижнем Тагиле (Свердловская область, Россия), в историческом здании XVIII века Верхний провиантский склад, который вместе с Нижним провиантским складом входит в комплекс зданий Провиантские склады, самое старое здание города. Музей является частью нижнетагильского музейного объединения «Горнозаводской Урал».

## Описание
Верхний и Нижний провиантские склады представляют собой единый архитектурный комплекс, находящийся в пойме реки Тагил, на берегу Тагильского пруда, от которого их отделяет только ЦПКиО им. Бондина, расположены в исторической части города между двумя крупнейшими музеями города — Историко-краеведческим и Музеем изобразительных искусств. Здание Нижнего склада располагается возле парка, а Верхний находится выше по склону (отсюда название) по пр. Ленина (бывшая улица Александровская), Верхний и Нижний провиантские склады разделяет улица Уральская. Оба здания построены в похожем стиле Петровского барокко, совмещённого с традиционным Русским стилем и напоминают небольшие терема.

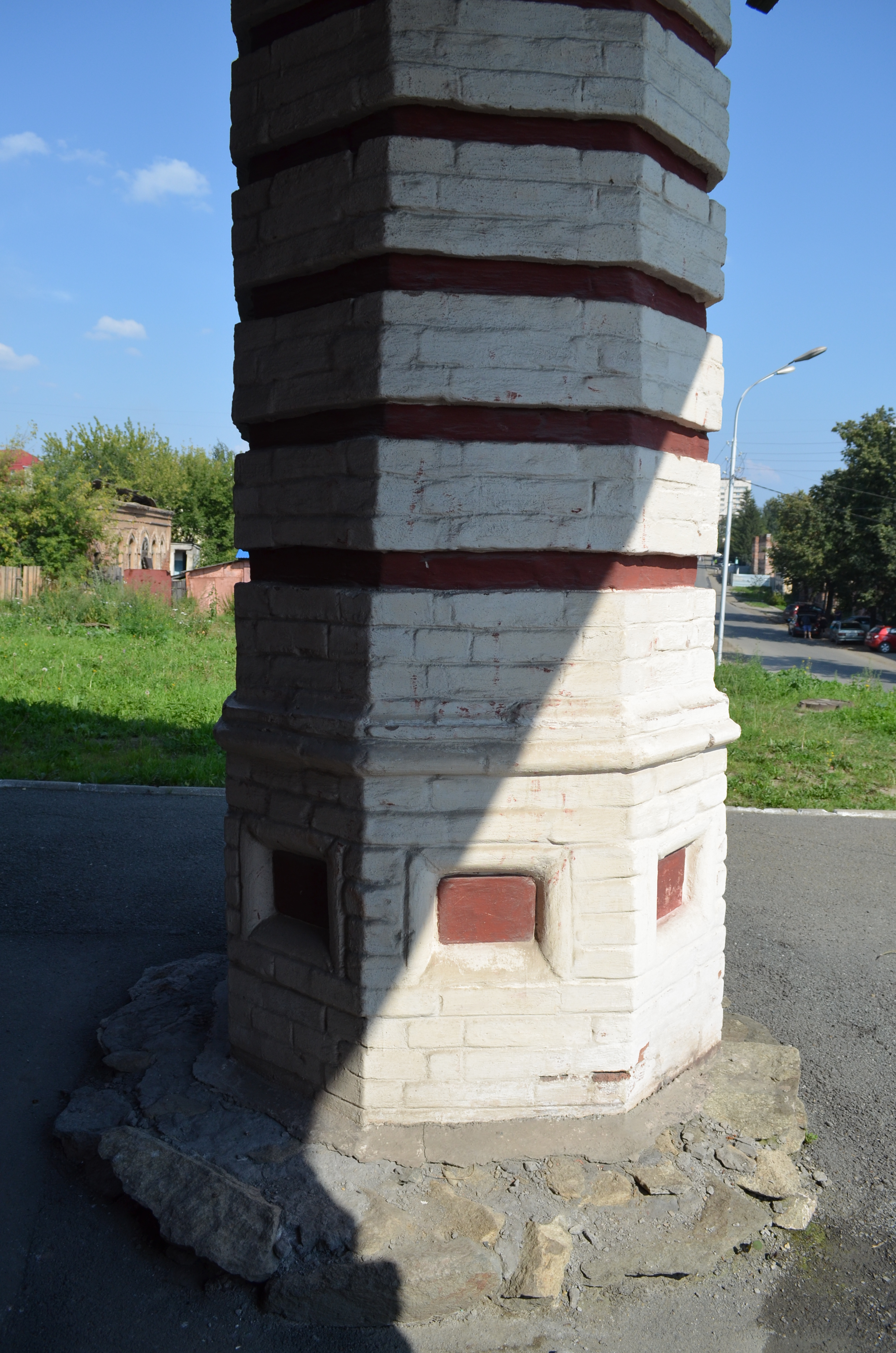
Колонна Верхнего склада с красно-белым рустом

Здание Верхнего склада сложено из красного кирпича с круглыми окна-иллюминаторами, по северному и южному фасадам здания находятся ряды рустованных «теремных» колонн. Стены и колонны красного цвета с белыми полосами, углы здания также оформлены рустом, ниши которых выкрашены белым. Крыша склада высокая, прямоугольная, четырёхгранная, покрытая кованными листами железа диаметром 0,7 м и переходящая с северной и южной сторон в более пологие навесы, над которыми с обеих сторон есть небольшие округлые окна-мансарды. Здание Верхнего склада одноэтажное, имеет большой подвал, где в XVIII—XIX вв. хранилось зерно. Подвальный этаж также имеет ряды окон-иллюминаторов чуть выше земли. Внутри здания сохранились перекрытия из толстых деревянных колонн и балок, сделанных из лиственницы.

## История
Верхний провиантский склад был построен в 1737 году по расположению князя Акинфия Демидова для хранения зерна и других припасов для Тагильского железоделательного завода. В конце XIX века в здании размещалась «метальная лавка» купца Злоказова.
С 1920 по 1980-е гг. здание использовалось под гаражи горисполкома. Первая экспозиция, посвящённая природе Среднего Урала, была открыта в Нижнетагильском краеведческом музее в 1929 году. В 1937 году в музее появился отдел природы, фонд которого формировался за счёт собирательских и экспедиционных работ самих сотрудников музея и от подарков различных предприятий, организаций и частных лиц города. В 1989 году Верхний склад был передан Краеведческому музею, и на базе отдела природы был создан «Музей природы и окружающей среды», который стал составной частью Нижнетагильского музея-заповедника «Горнозаводской Урал».
В 2005 году склад был полностью отреставрирован, включая и внутреннее убранство (деревянные балки перекрытий и деревянные опорные столбы), и открыт для посетителей.

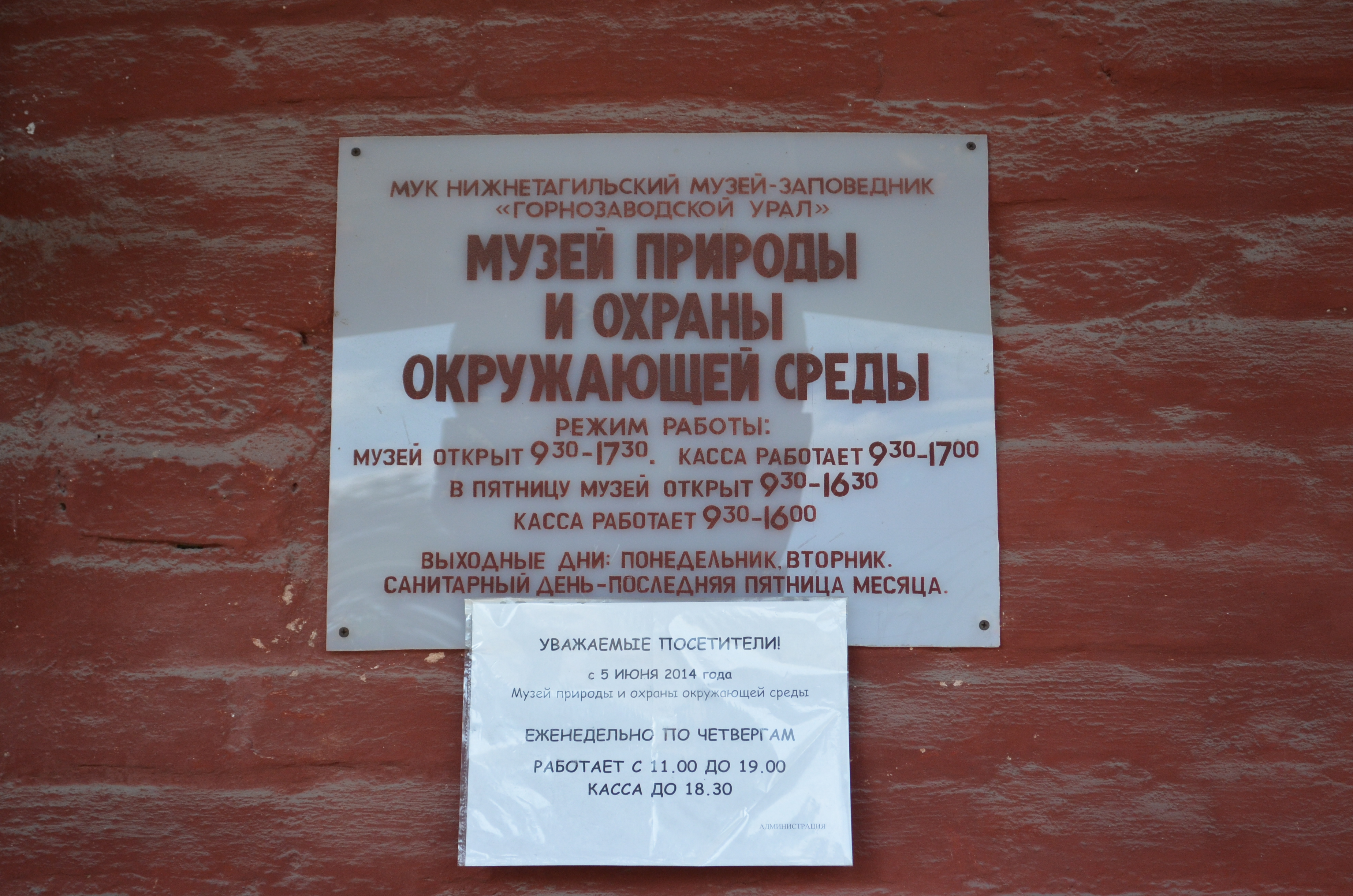
Табличка при входе

## Экспозиция
Сейчас в здании Верхнего провиантского склада располагается Музей природы и охраны окружающей среды. На первом (подвальном) этаже музея представлены образцы минералов Горноуральского округа и камнерезные изделия Урала, на втором можно увидеть экспозиции флоры и фауны, особое внимание уделяется экспозиции о проблемах экологии в Нижнего Тагила и округа, а также «Палеонтологический» зал.
Богатство и разнообразие минералов Урала представлено на постоянно действующей выставке «Совершенство дивных граней». В рамках проекта «Особая кладовая музея-заповедника» работают два зала: в одном (зал «Волшебники изумрудного города») располагаются сменные камнерезные экспозиции из других музеев других городов и стран мира, другой («Малахитовый») зал посвящён малахиту.
Гордостью музея являются скелеты семейства мамонтов: взрослого самца, самки и мамонтёнка, названных соответственно Рифеем, Тавдией и Тагилёнком. Для этих экспонатов в «Палеонтологическом» зале оформлена диорама, где они показаны в доисторической среде пейзажей Урала ледникового периода, который дополняет уникальный гербарий той эпохи, каменные орудия древнего человека и воссозданный ландшафт Четвертичного периода истории Земли.

## Галерея

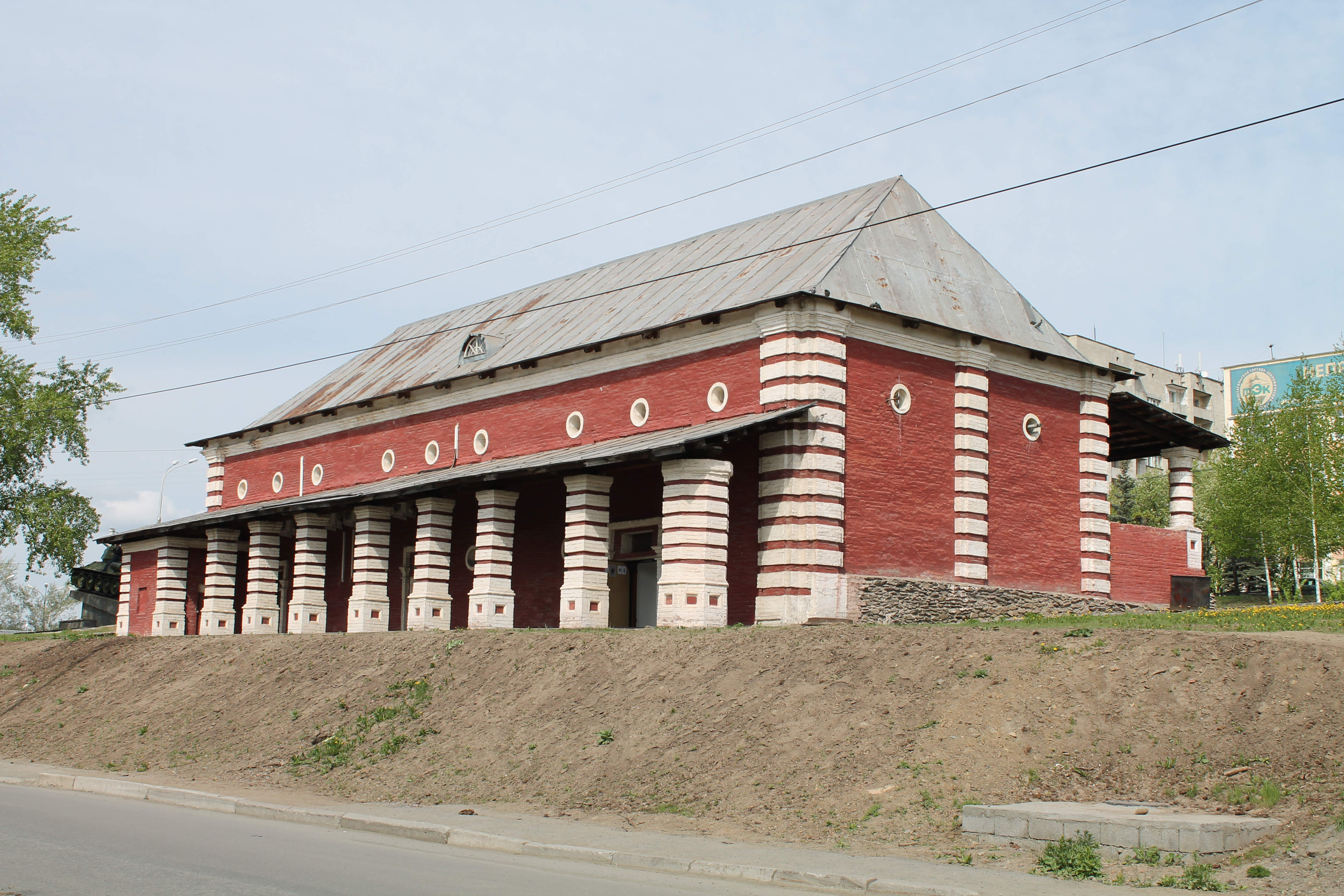
Верхний провиантский склад, общий вид здания
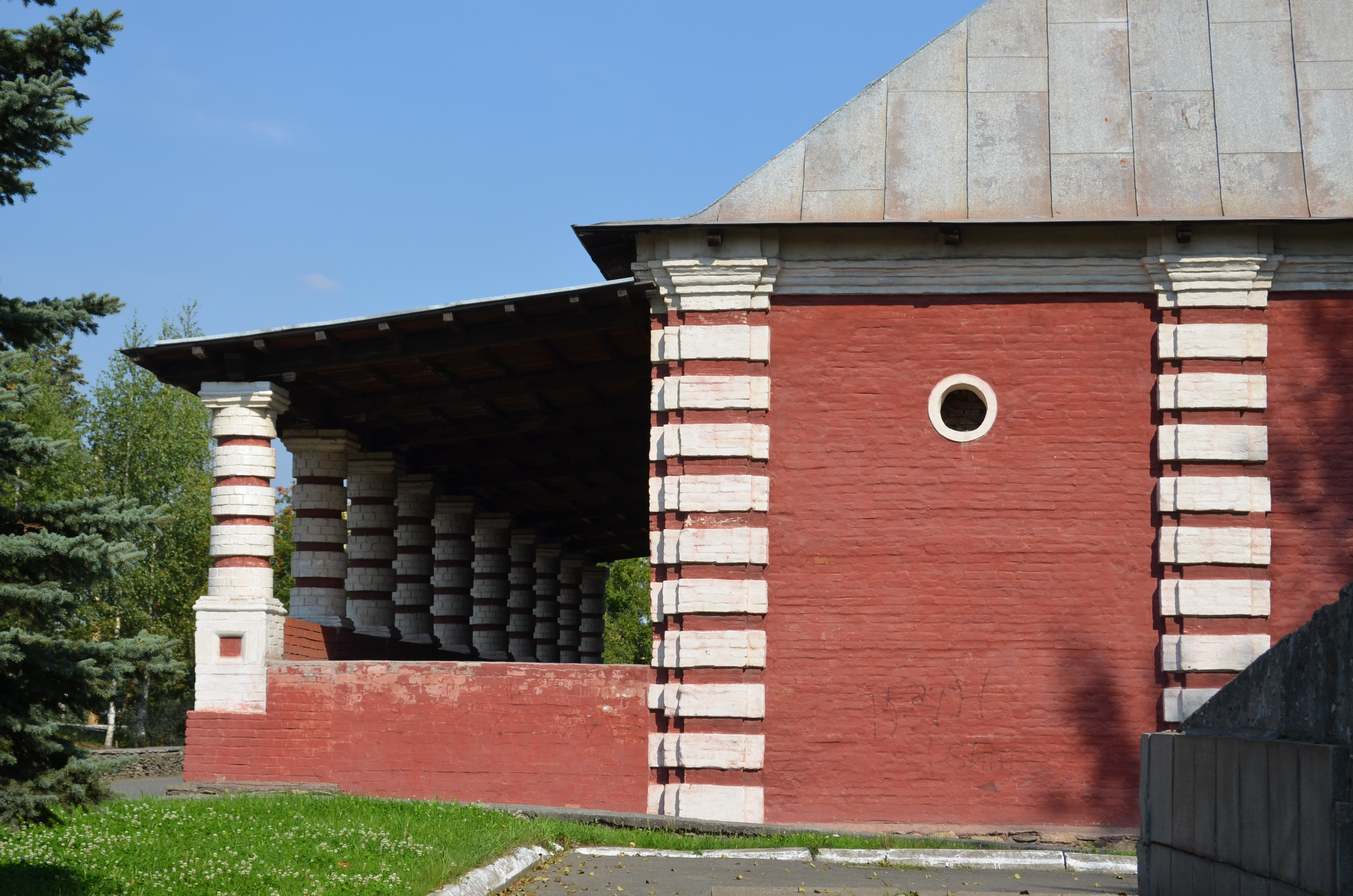
Фрагмент западного фасада
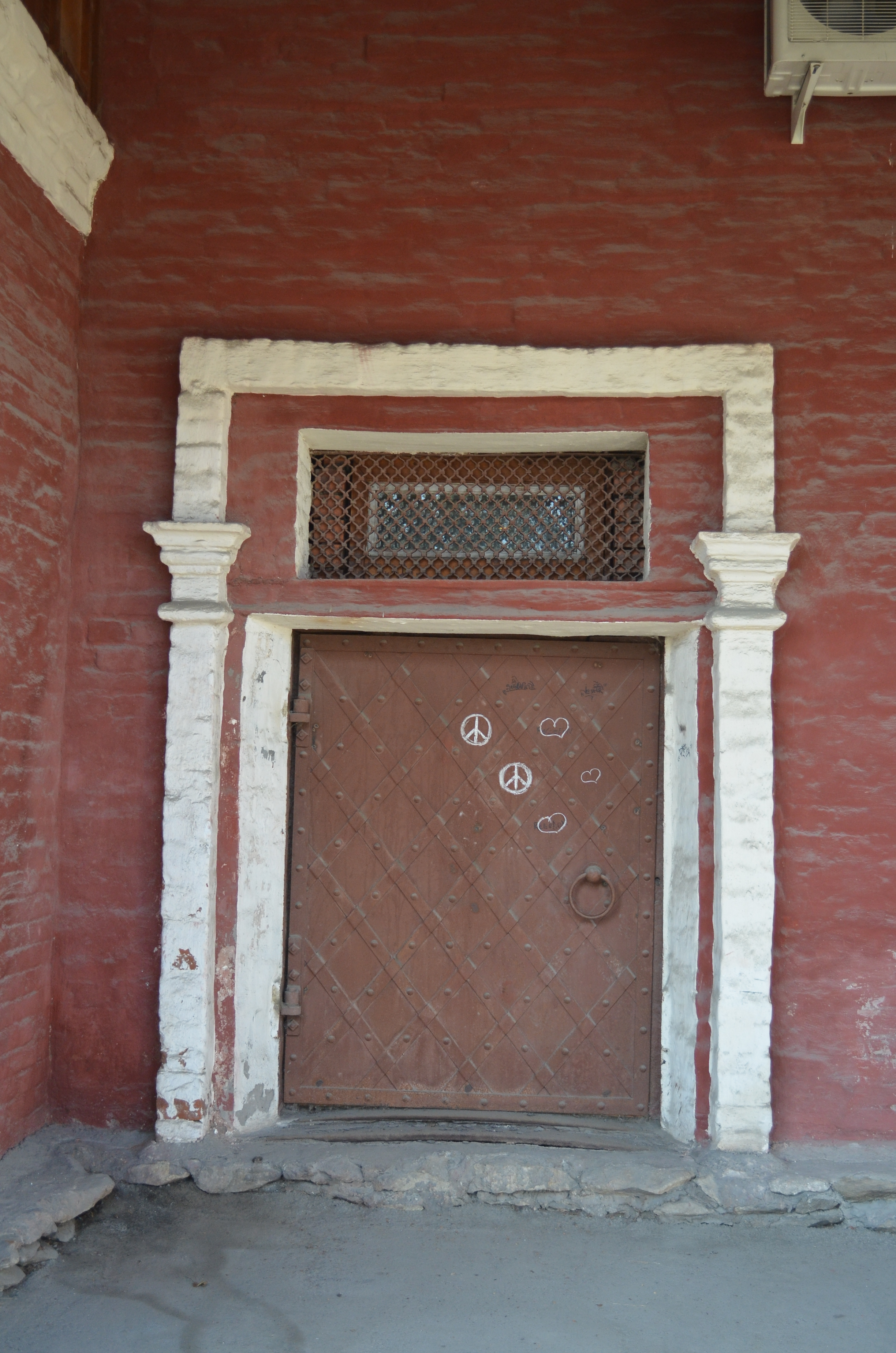
Старинная кованная дверь
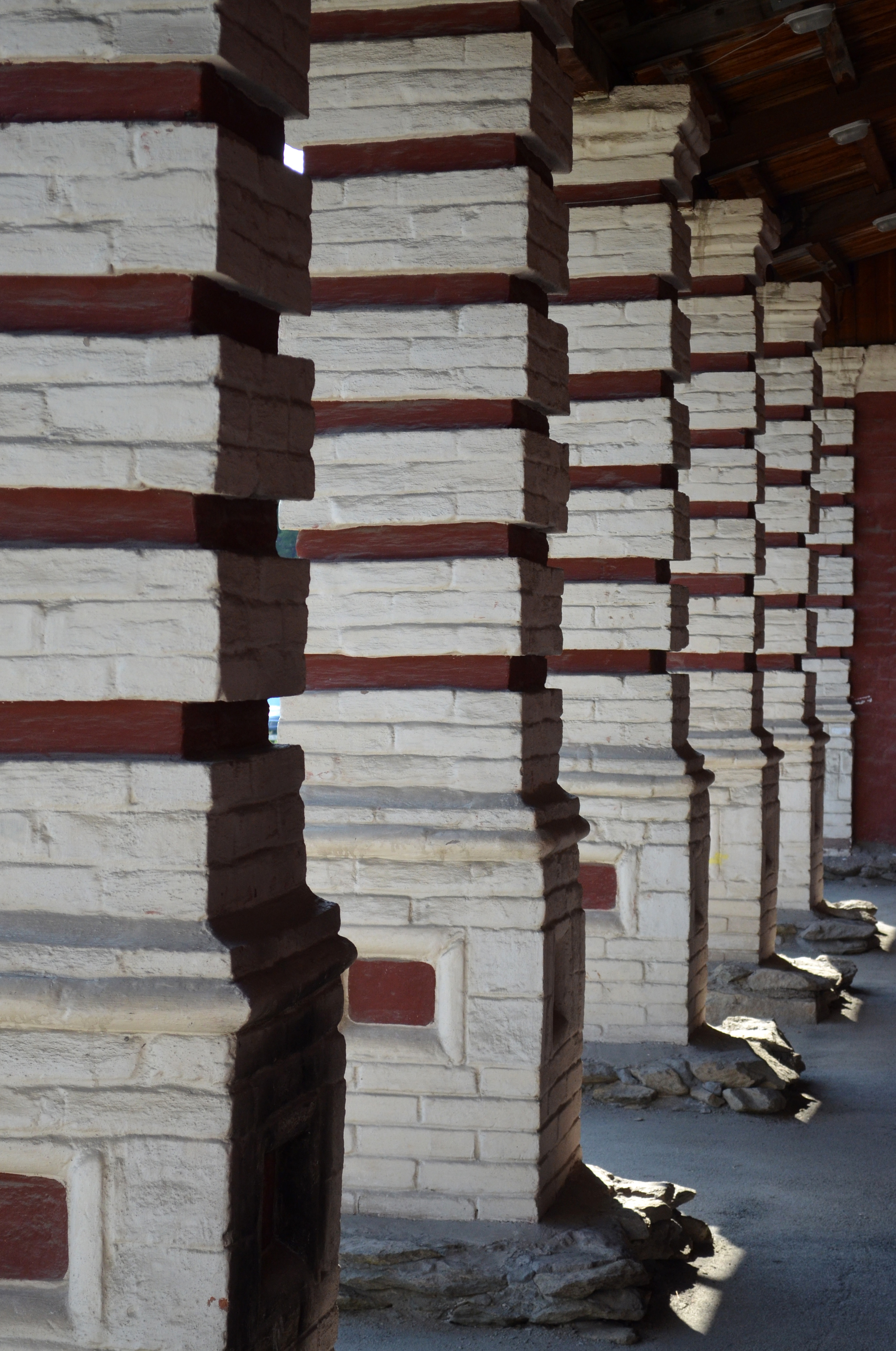
Колоннада XVIII века
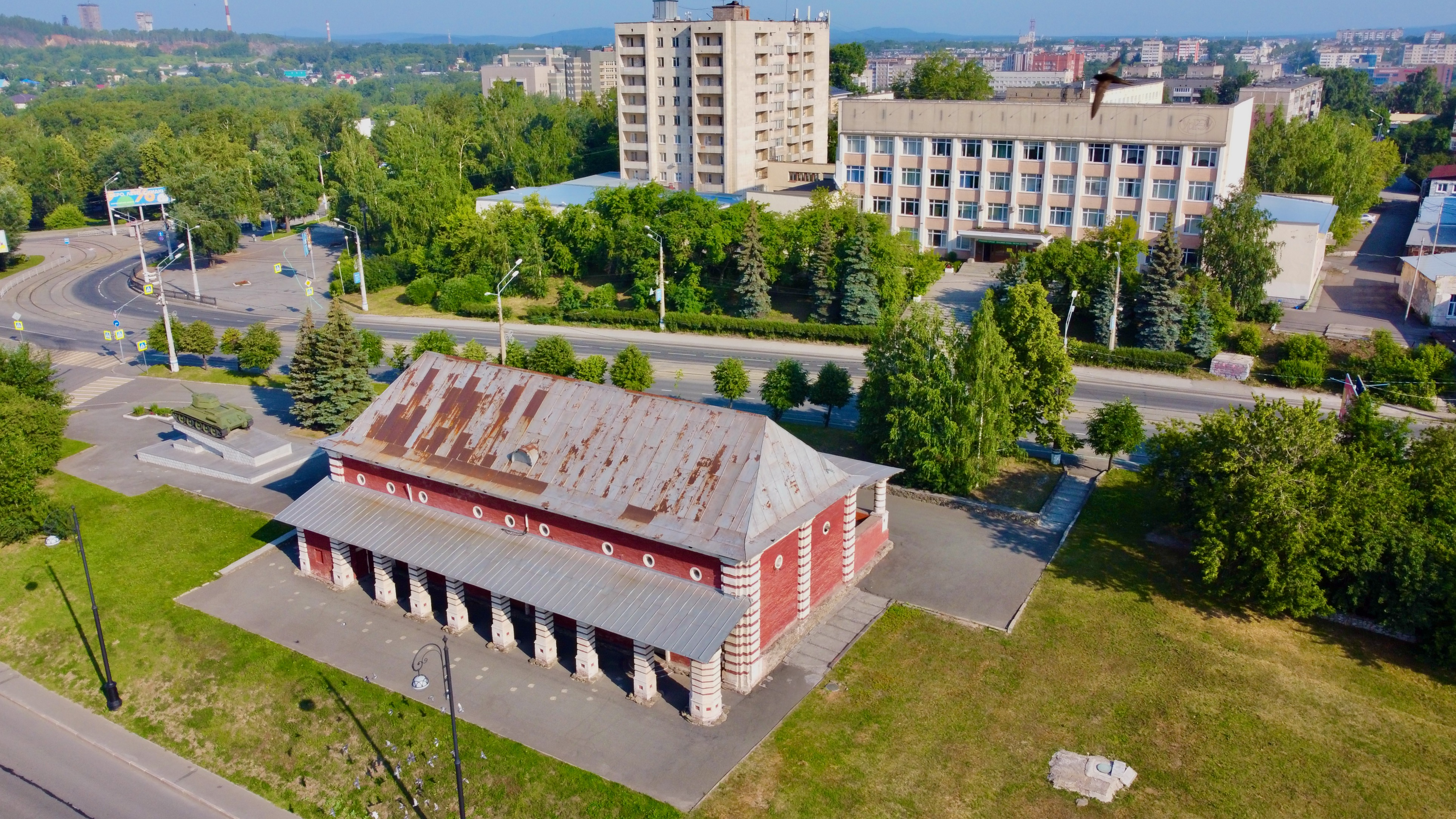
Вид с высоты